# Saint-Étienne-la-Thillaye
Pour les articles homonymes, voir Saint-Étienne (homonymie).
Saint-Étienne-la-Thillaye est une commune française, située dans le département du Calvados en région Normandie, peuplée de 381 habitants (les Stéphanois).

## Géographie
Saint-Étienne-la-Thillaye est un village du pays d'Auge qui s'étend sur environ 12 km2. Situé à environ 5 km de Pont-l'Évêque et 10 km de Deauville et de Trouville-sur-Mer, Saint-Étienne-la-Thillaye est mitoyen au bourg de Beaumont-en-Auge.
Couvrant 1 236 hectares (soit quatre de plus que Saint-Hymer), son territoire est le plus étendu du canton de Pont-l'Évêque.
| Tourgéville      | Bonneville-sur-Touques, Canapville | Saint-Martin-aux-Chartrains       |
| Glanville        | Saint-Étienne-la-Thillaye          | Saint-Martin-aux-Chartrains, Reux |
| Beaumont-en-Auge | Beaumont-en-Auge                   | Reux                              |

### Hydrographie
La commune est située dans le bassin Seine-Normandie. Elle est drainée par la Touques, le ruisseau de Saint-Clair, un bras du Douet au Saulnier, le Grand Fossé, le canal 01 des Prés d'Auge, le canal 01 de Saint-Cloud, le Douet du Houlbec, le Douet du Moulin, le fossé 01 des Capucins, le fossé 01 des Closages, le cours d'eau 01 du Haras des Chaumes et  et un autre petit cours d'eau,.
La Touques, d'une longueur de 108 km, prend sa source dans la commune de Champ-Haut et se jette  dans la baie de Seine en limite de Trouville-sur-Mer et de Deauville, après avoir traversé 42 communes. 

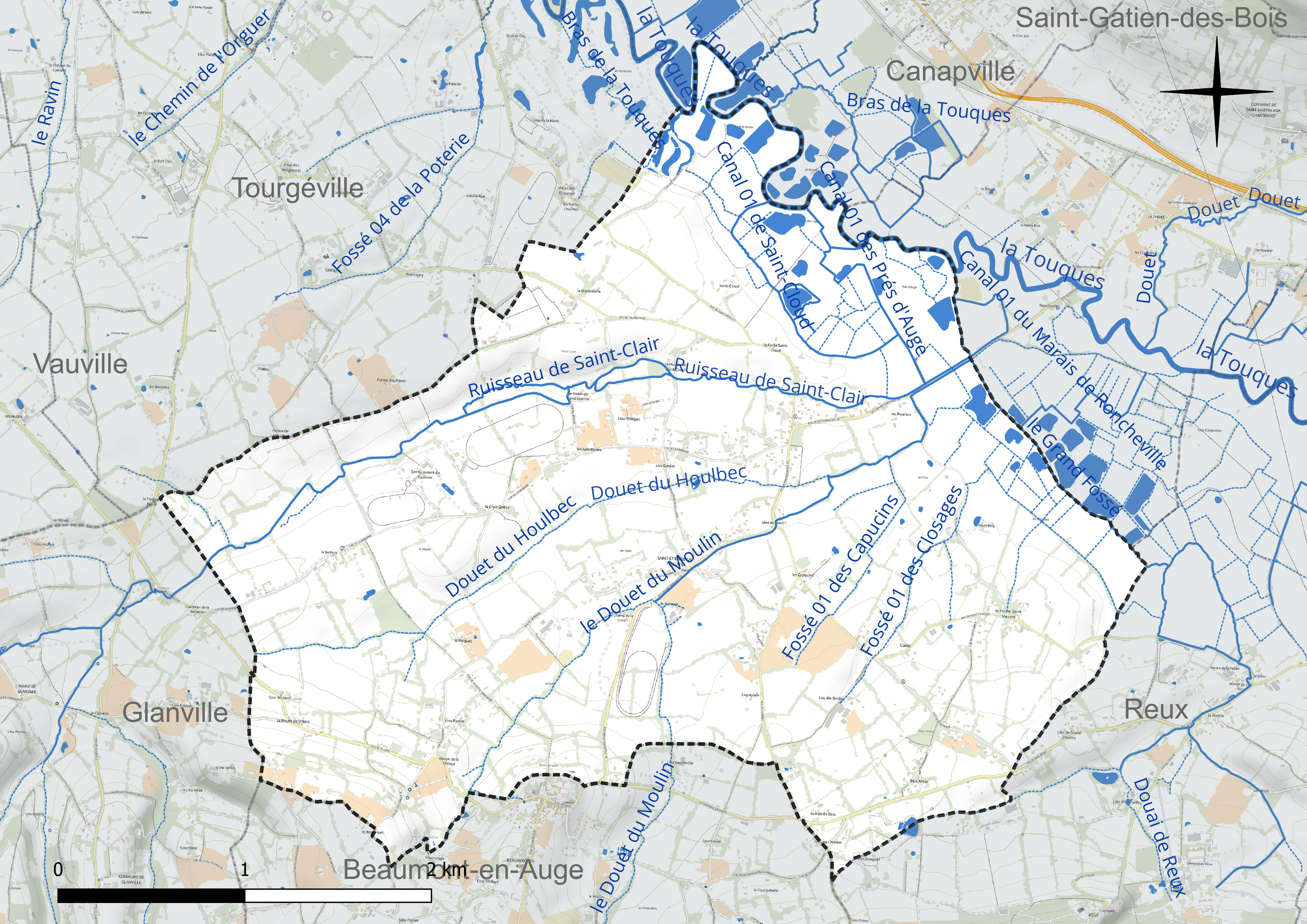
Réseau hydrographique de Saint-Étienne-la-Thillaye.

### Climat
Pour des articles plus généraux, voir Climat de la Normandie et Climat du Calvados.
En 2010, le climat de la commune est de type climat océanique altéré, selon une étude du CNRS s'appuyant sur une série de données couvrant la période 1971-2000. En 2020, Météo-France publie une typologie des climats de la France métropolitaine dans laquelle la commune est exposée à un climat océanique et est dans la région climatique  Côtes de la Manche orientale, caractérisée par un faible ensoleillement (1 550 h/an) ; forte humidité de l'air (plus de 20 h/jour avec humidité relative > 80 % en hiver), vents forts fréquents. Parallèlement le GIEC normand, un groupe régional d'experts sur le climat, différencie quant à lui, dans une étude de 2020, trois grands types de climats pour la région Normandie, nuancés à une échelle plus fine par les facteurs géographiques locaux. La commune est, selon ce zonage, exposée à un « climat contrasté des collines », correspondant au Pays d'Auge, Lieuvin et Roumois, moins directement soumis aux flux océaniques et connaissant toutefois des précipitations assez marquées en raison des reliefs collinaires qui favorisent leur formation.
Pour la période 1971-2000, la température annuelle moyenne est de 11 °C, avec  une amplitude thermique annuelle de 12,4 °C. Le cumul annuel moyen de précipitations est de 763 mm, avec 11,9 jours de précipitations en janvier et 7,9 jours en juillet. Pour la période 1991-2020, la température moyenne annuelle observée sur la station météorologique la plus proche, située sur la commune de Deauville à 8 km à vol d'oiseau, est de 0,0 °C et le cumul annuel moyen de précipitations est de 0,0 mm. Pour l'avenir, les paramètres climatiques de la commune estimés pour 2050 selon différents scénarios d'émission de gaz à effet de serre sont consultables sur un site dédié publié par Météo-France en novembre 2022.

## Urbanisme

### Typologie
Au 1er janvier 2024, Saint-Étienne-la-Thillaye est catégorisée commune rurale à habitat dispersé, selon la nouvelle grille communale de densité à 7 niveaux définie par l'Insee en 2022.
Elle est située hors unité urbaine. Par ailleurs la commune fait partie de l'aire d'attraction de Trouville-sur-Mer, dont elle est une commune de la couronne,. Cette aire, qui regroupe 35 communes, est catégorisée dans les aires de moins de 50 000 habitants,.

### Occupation des sols
L'occupation des sols de la commune, telle qu'elle ressort de la base de données européenne d'occupation biophysique des sols Corine Land Cover (CLC), est marquée par l'importance des territoires agricoles (94,5 % en 2018), une proportion sensiblement équivalente à celle de 1990 (94,8 %). La répartition détaillée en 2018 est la suivante : 
prairies (89,1 %), espaces verts artificialisés, non agricoles (3,3 %), terres arables (2,8 %), zones agricoles hétérogènes (2,6 %), zones urbanisées (2,1 %). L'évolution de l'occupation des sols de la commune et de ses infrastructures peut être observée sur les différentes représentations cartographiques du territoire : la carte de Cassini (XVIIIe siècle), la carte d'état-major (1820-1866) et les cartes ou photos aériennes de l'IGN pour la période actuelle (1950 à aujourd'hui).

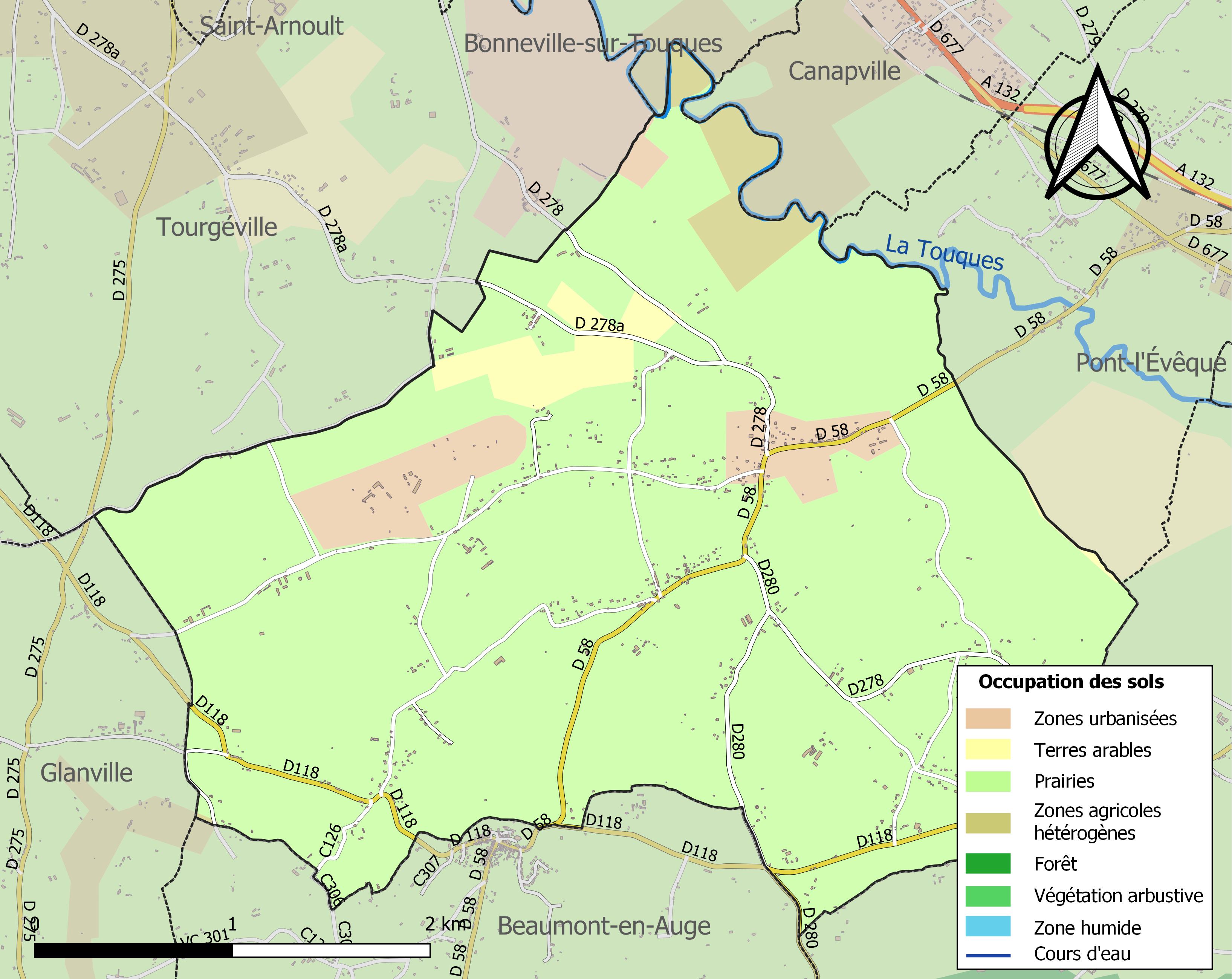
Carte des infrastructures et de l'occupation des sols de la commune en 2018 (CLC).

## Toponymie
Le nom de la localité est attesté sous les formes Tilia et Tillia en 1282 ; Sanctus Stephanus de Tilleya et Sanctus Stephanus de Tillayaau XIVe siècle,.
L'hagiotoponyme de la commune vient du martyr Étienne.
Thillaye : toponyme issu du latin tilia, « tilleul ».

## Histoire

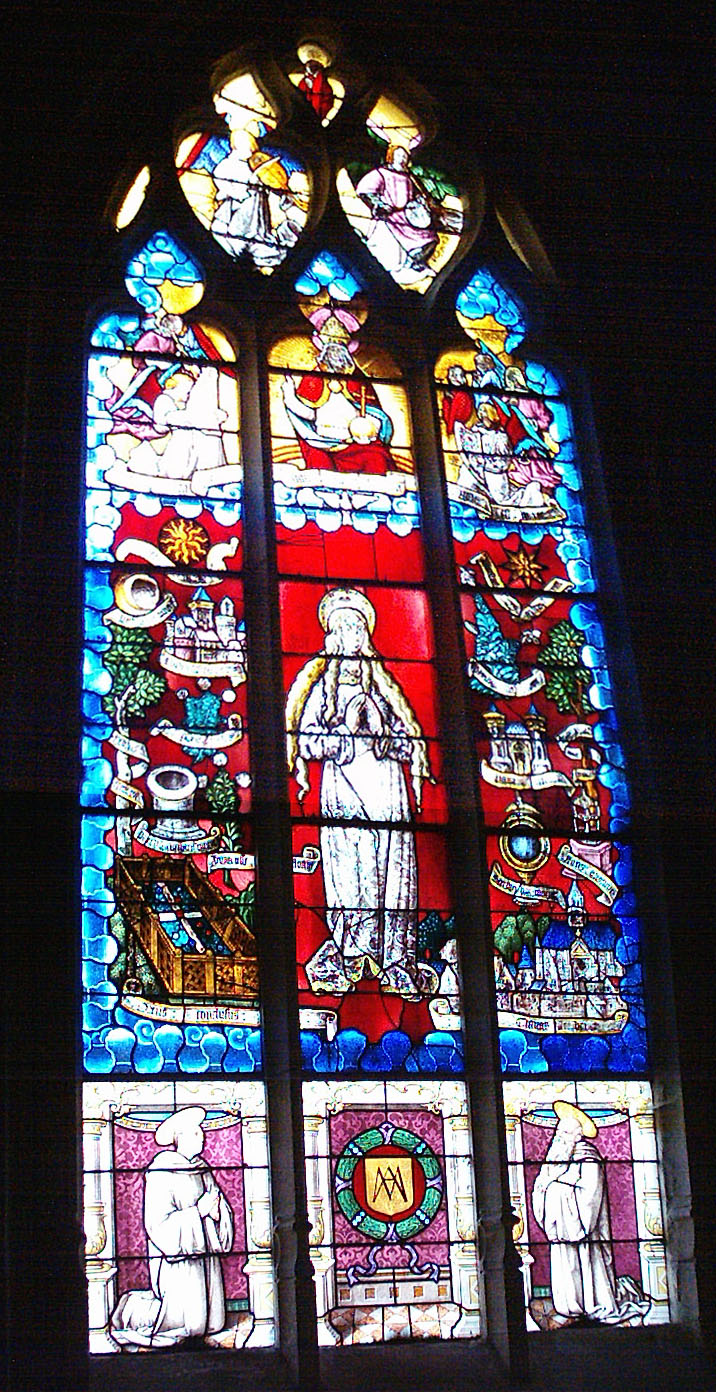
Dans l'église : verrière l'Immaculée Conception du XVIe siècle (classée à titre d'objet au Monuments historiques).

### Fusion de communes
En 1827, Saint-Étienne-la-Thillaye (536 habitants en 1821) absorbe, au nord-est de son territoire, la commune de Saint-Cloud (77 habitants) située sur la rive gauche de la Touques.

## Politique et administration
| Période                                  | Période      | Identité         | Étiquette | Qualité                      |
| ---------------------------------------- | ------------ | ---------------- | --------- | ---------------------------- |
| v. 1850                                  | -            | Surville         |           |                              |
|                                          | 1983         | André Champion   |           |                              |
| 1983                                     | mars 2008    | Guy Baratte      | SE        | Agriculteur                  |
| 27 juin 2008                             | janvier 2009 | Stéphane Jansens | SE        | Directeur commercial         |
| 2 février 2009                           | En cours     | Bruno Vay        | SE        | Directeur d'école de musique |
| Les données manquantes sont à compléter. |              |                  |           |                              |

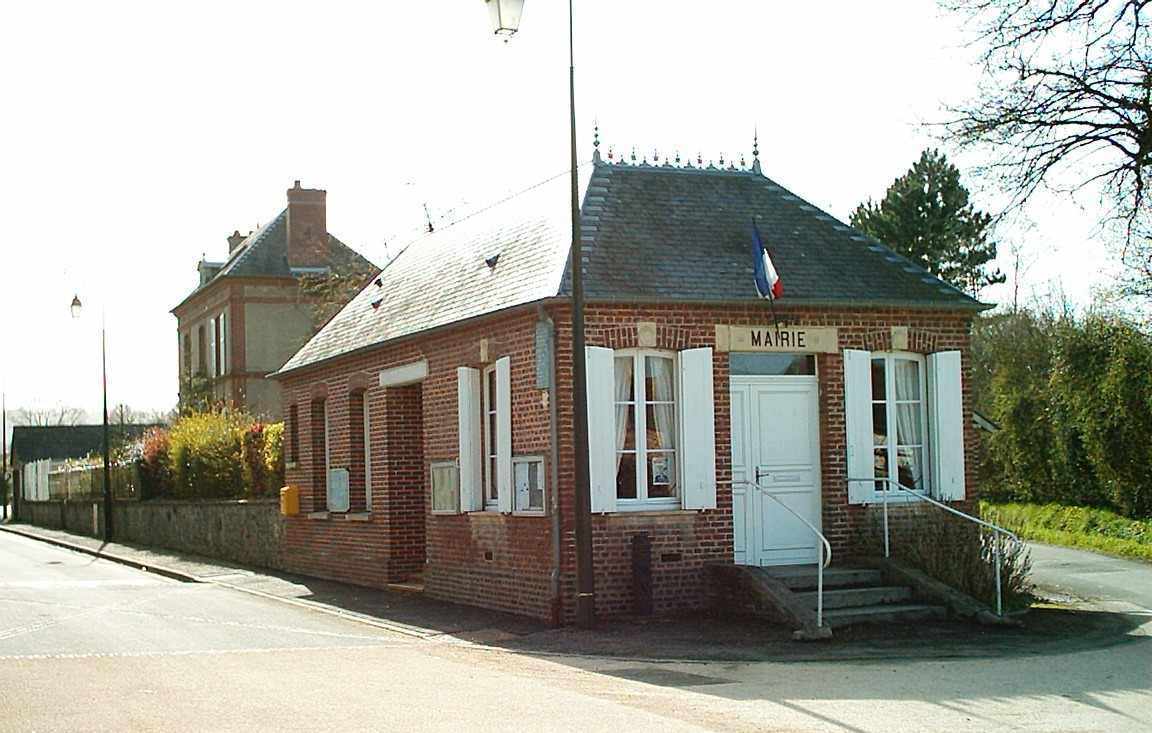
La mairie.

Le conseil municipal est composé de onze membres dont le maire et d'un adjoint.

## Démographie
L'évolution du nombre d'habitants est connue à travers les recensements de la population effectués dans la commune depuis 1793. Pour les communes de moins de 10 000 habitants, une enquête de recensement portant sur toute la population est réalisée tous les cinq ans, les populations de référence des années intermédiaires étant quant à elles estimées par interpolation ou extrapolation. Pour la commune, le premier recensement exhaustif entrant dans le cadre du nouveau dispositif a été réalisé en 2008.
En 2022, la commune comptait 381 habitants, en évolution de −12,01 % par rapport à 2016 (Calvados : +1,58 %, France hors Mayotte : +2,11 %).
Au premier recensement républicain, en 1793, Saint-Étienne-la-Thillaye comptait 642 habitants, population jamais atteinte depuis.
| 1793 | 1800 | 1806 | 1821 | 1831 | 1836 | 1841 | 1846 | 1851 |
| ---- | ---- | ---- | ---- | ---- | ---- | ---- | ---- | ---- |
| 642  | 480  | 585  | 536  | 585  | 580  | 559  | 543  | 522  |

| 1856 | 1861 | 1866 | 1872 | 1876 | 1881 | 1886 | 1891 | 1896 |
| ---- | ---- | ---- | ---- | ---- | ---- | ---- | ---- | ---- |
| 450  | 500  | 481  | 431  | 484  | 439  | 454  | 445  | 443  |

| 1901 | 1906 | 1911 | 1921 | 1926 | 1931 | 1936 | 1946 | 1954 |
| ---- | ---- | ---- | ---- | ---- | ---- | ---- | ---- | ---- |
| 467  | 456  | 459  | 392  | 456  | 421  | 383  | 430  | 458  |

| 1962 | 1968 | 1975 | 1982 | 1990 | 1999 | 2006 | 2008 | 2013 |
| ---- | ---- | ---- | ---- | ---- | ---- | ---- | ---- | ---- |
| 398  | 354  | 358  | 363  | 386  | 437  | 480  | 492  | 448  |

| 2018 | 2022 | - | - | - | - | - | - | - |
| ---- | ---- | - | - | - | - | - | - | - |
| 396  | 381  | - | - | - | - | - | - | - |

## Lieux et monuments
Saint-Étienne-la-Thillaye renferme un habitat normand traditionnel avec notamment des maisons à colombage à toit de chaume ou d'ardoise. Les haras et les fermes complètent le paysage du village. Les trois monuments emblématiques de Saint-Étienne-la-Thillaye sont sa mairie, son église et son oratoire. L'église Saint-Étienne abrite une verrière (« l'Immaculée conception »), classée à titre d'objet aux Monuments historiques

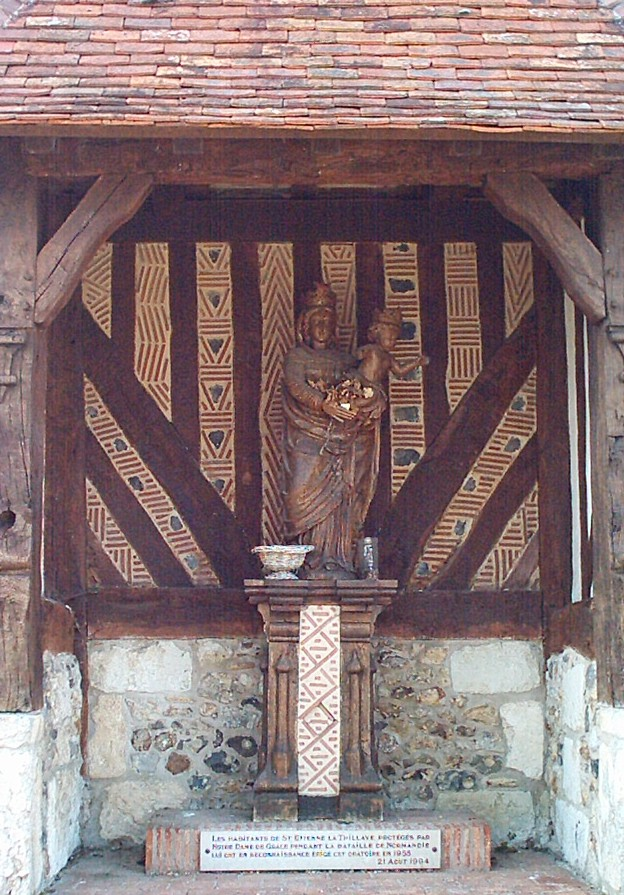
L'oratoire, la Vierge en bois.
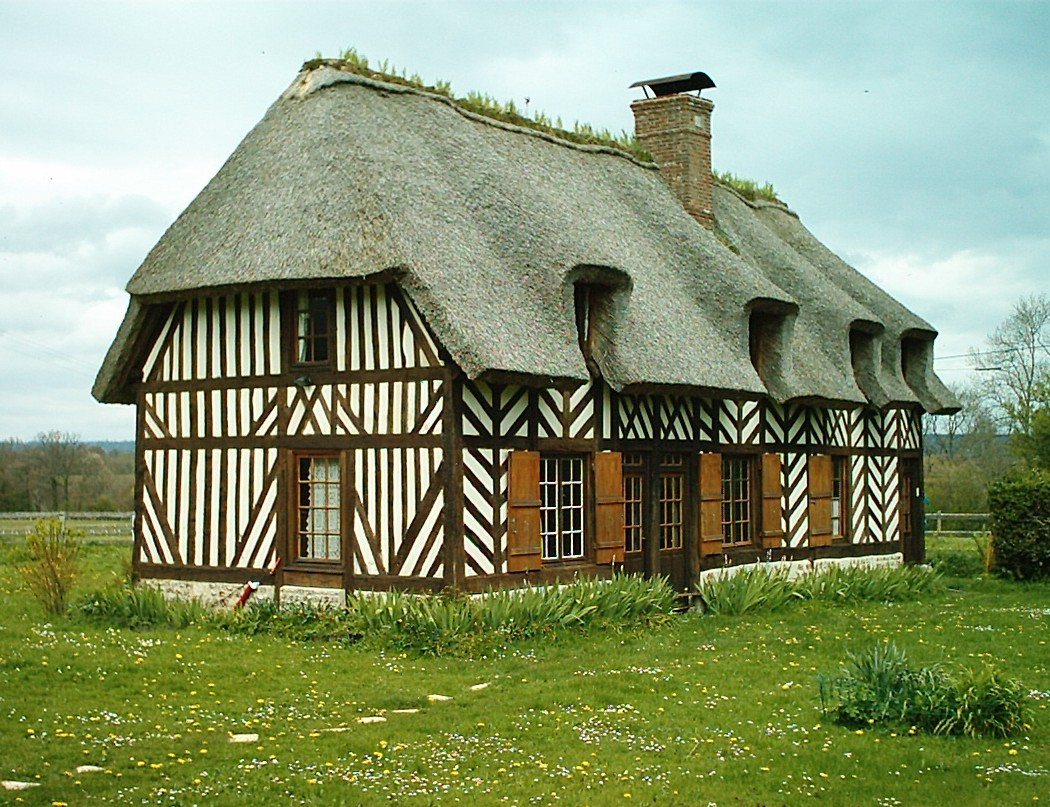
Chaumière.
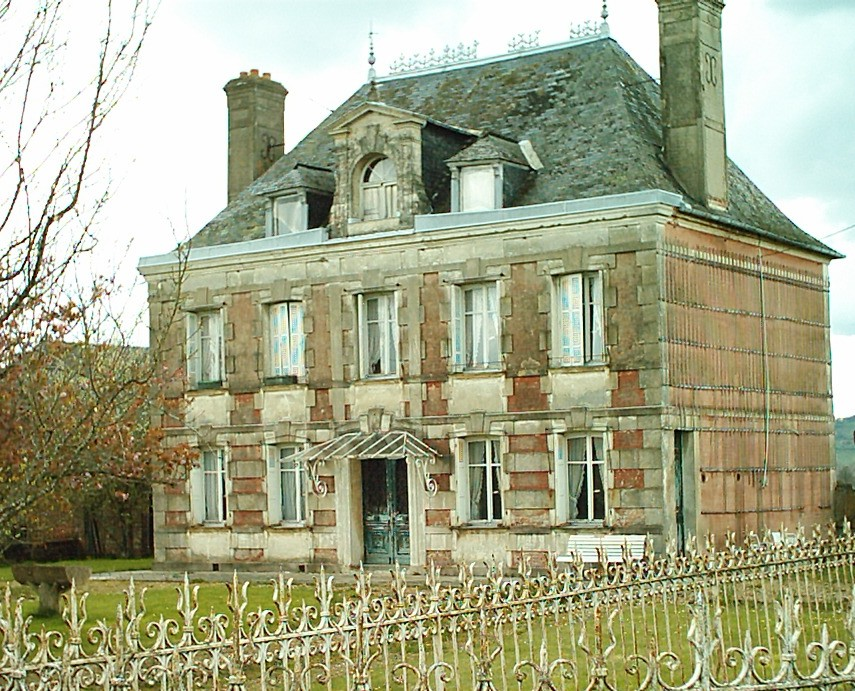
Maison en briques, XIXe siècle.

## Personnalités liées à la commune
- Sophie Dudemaine (née en 1965), personnalité de la gastronomie, est établie à Saint-Étienne-la-Thillaye.